# Eskilstuna
Eskilstuna je město ve švédském kraji Södermanland. V roce 2010 mělo město 64 679 obyvatel. Eskilstuna leží na říčce Eskilstunaån mezi jezery Hjälmaren a Mälaren.
Zmínka o místě se objevuje již v písemných pramenech z roku 1104 v souvislosti se svatým Eskilem. Podle pozdějších legend byl svatý Eskil anglický mnich, kterého zavraždili pohané koncem 11. století.
Do světového povědomí se město dostalo na přelomu srpna a září 2022, když byly v místním parku zasaženy zbloudilými kulkami matka s hrající si dcerou. Kdysi ospalé město, kde lidé ani nebyli zvyklí zamykat, se totiž postupem času stalo místem střetu drogových gangů.

## Ekonomika
Město zaznamenalo významný růst v průběhu průmyslové revoluce a stalo se švédským "ocelovým městem" (Stålstaden). Eskilstuna je nadále průmyslovým městem, závod zde mají společnosti Volvo, Assa Abloy a Outokumpu. Moderní prostory místní univerzity (Mälardalens högskola) dodávají městu akademickou atmosféru.

## Osobnosti města
- Lennart Hagerfors, spisovatel

## Partnerská města
- Erlangen, Německo
- Esbjerg, Dánsko
- Stavanger, Norsko